# Diocese de Richmond
A Diocese de Richmond (Dioecesis Richmondiensis) é uma circunscrição eclesiástica da Igreja Católica sediada em Richmond, localizada no estado norte-americano da Virgínia. Abrange 74 condados desse estado da Região Sudeste. Foi erigida em 11 de julho de 1820, pelo Papa Pio VII, sendo desmembrada da Arquidiocese de Baltimore, da qual se tornou sufragânea. Seu atual bispo é Barry Christopher Knestout que governa a diocese desde 2017 e sua sé episcopal é a Catedral do Sagrado Coração de Jesus.
Possui 146 paróquias assistidas por 179 sacerdotes e cerca de 4,7% da população jurisdicionada é batizada.

## Prelados
|                          | Nome                         | Período     | Notas                                          |        |
| Bispos                   | Bispos                       | Bispos      | Bispos                                         | Bispos |
| ------------------------ | ---------------------------- | ----------- | ---------------------------------------------- | ------ |
| 13°                      | Barry Christopher Knestout   | 2017 -      | Atual                                          |        |
| 12º                      | Francis Xavier DiLorenzo     | 2004 - 2017 |                                                |        |
| 11º                      | Walter Francis Sullivan      | 1974 - 2003 |                                                |        |
| 10º                      | John Joyce Russell           | 1958 - 1973 |                                                |        |
| 9°                       | Peter Leo Ireton             | 1945 - 1958 |                                                |        |
| 8º                       | Andrew James Louis Brennan   | 1926 - 1945 |                                                |        |
| 7º                       | Denis Joseph O'Connell       | 1912 - 1926 |                                                |        |
| 6°                       | Augustine Van de Vyver       | 1889 - 1911 |                                                |        |
| 5º                       | John Joseph Keane            | 1878 - 1888 |                                                |        |
| 4º                       | James Gibbons                | 1872 - 1877 | Nomeado Arcebispo coadjutor de Baltimore       |        |
| 3°                       | John McGill                  | 1850 - 1872 |                                                |        |
| 2º                       | Richard Vincent Whelan       | 1840 - 1850 | Nomeado Bispo de Wheeling-Charleston           |        |
| 1º                       | Patrick Kelly                | 1820 - 1822 | Nomeado Bispo de Waterford and Lismore         |        |
| Bispo coadjutor          |                              |             |                                                |        |
|                          | Peter Leo Ireton             | 1935 - 1945 |                                                |        |
| Bispo auxiliar           |                              |             |                                                |        |
|                          | David Edward Foley           | 1986 - 1994 | Nomeado Bispo de Birmingham                    |        |
|                          | Walter Francis Sullivan      | 1970 - 1974 | se tornou Bispo Diocesano                      |        |
|                          | James Louis Flaherty         | 1966 - 1975 |                                                |        |
|                          | Ernest Leo Unterkoefler      | 1962 - 1964 | Nomeado Bispo de Charleston                    |        |
|                          | Joseph Howard Hodges         | 1952 - 1961 | Nomeado Bispo coadjutor de Wheeling–Charleston |        |
| Administrador apostólico |                              |             |                                                |        |
|                          | William Henry Cardeal Keeler | 2003 - 2004 | Arcebispo de Baltimore                         |        |
|                          | Samuel Eccleston, P.S.S.     | 1834 - 1840 | Arcebispo de Baltimore                         |        |
|                          | James Whitfield              | 1828 - 1834 | Arcebispo de Baltimore                         |        |
|                          | Ambrose Maréchal, P.S.S.     | 1822 - 1825 | Arcebispo de Baltimore                         |        |

## Território
A Diocese de Richmond abrange os condados do sul e da costa oriental da Virgínia. São eles:

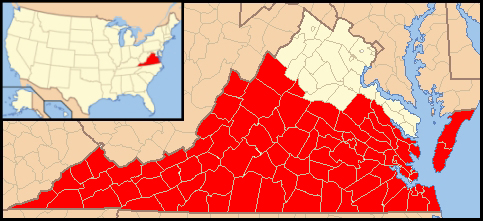
Área territorial da Diocese de Richmond.

| - Accomack - Albemarle - Alleghany - Amelia - Amherst - Appomattox - Augusta - Bath - Bedford - Bland - Botetourt - Brunswick - Buchanan - Buckingham - Campbell | - Caroline - Carroll - Charles City - Charlotte - Chesterfield - Craig - Cumberland - Dickenson - Dinwiddie - Essex - Floyd - Fluvanna - Franklin - Giles - Gloucester | - Goochland - Grayson - Greene - Greensville - Halifax - Hanover - Henrico - Henry - Highland - Isle of Wight - James City - King and Queen - King William - Lee - Louisa | - Lunenburg - Mathews - Mecklenburg - Middlesex - Montgomery - Nelson - New Kent - Northampton - Nottoway - Patrick - Pittsylvania - Powhatan - Prince Edward - Prince George - Pulaski | - Roanoke - Rockbridge - Rockingham - Russell - Scott - Smyth - Southampton - Surry - Sussex - Tazewell - Washington - Wise - Wythe - York |
| --- | --- | --- | --- | --- |